# Que du vent
Albums de Les Cowboys fringants
En concert au Zénith de Paris
(2010) Octobre
(2015)
Que du vent est un album studio des Cowboys fringants sorti en 2011.
Il remporte le prix Félix de l'Album rock de l'année en 2012.

## Titres
| 1.    | Télé                          | 4:00 |
| 2.    | Paris - Montréal              | 3:11 |
| 3.    | Marilou s'en fout             | 3:46 |
| 4.    | L'horloge                     | 3:59 |
| 5.    | Que du vent                   | 2:58 |
| 6.    | Classe moyenne (avec Anchois) | 3:52 |
| 7.    | Comme Joe Dassin              | 4:08 |
| 8.    | Hasbeen                       | 4:34 |
| 9.    | Party!                        | 2:43 |
| 10.   | Shooters                      | 4:38 |
| 11.   | On tient l'coup               | 3:25 |
| 41:14 |                               |      |

## Classements
| Classement                   | Meilleure position |
| ---------------------------- | ------------------ |
| Canada (Canadian Albums)     | 5                  |
| France (SNEP)                | 60                 |
| Belgique (Wallonie Ultratop) | 46                 |
| Suisse (Schweizer Hitparade) | 58                 |

## Récompenses
- 2012 : Prix Félix de l'album rock de l'année